# Domkandidatenstift (Berlin)

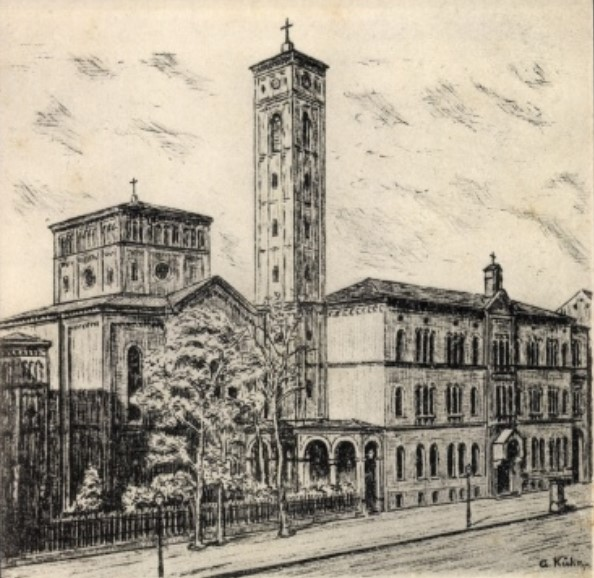
Domkandidatenstift Berlin, Darstellung von 1908

Das Domkandidatenstift war ein Predigerseminar im Berliner Ortsteil Mitte, das unter König Friedrich Wilhelm IV. 1854 in der Friedrichstraße eröffnet wurde. Ab 1858 wurde für das Domkandidatenstift ein eigenes Gebäude von Friedrich August Stüler in der Oranienburger Straße erbaut, das bis 1874 von Rudolf Stüve vollendet wurde. Vom Stiftsgebäude und seiner Kapelle sind nach Kriegsbeschädigung und deren Sprengung im Jahr 1972 keine Reste mehr erhalten.

## Geschichtlicher Hintergrund
Getragen von der industriellen Entwicklung und befördert durch das Entstehen des schienengebundenen Massenverkehrs durch Regional- und später Stadtbahn, kommt es in der ersten Hälfte des 19. Jahrhunderts zu einem dynamischen Wachstum der bis dahin eher mittelgroßen Stadt Berlin, deren Bevölkerung bis 1840 auf knapp 330.000 Einwohner anwächst.
Während die Bevölkerungsexplosion damit unaufhaltsam zu sein scheint – verbunden mit zunehmender Industrialisierung, Landflucht und Verstädterung, dem Entstehen der Mietskasernen und entwicklungbegleitender Vorgaben wie dem Bebauungsplan durch James Hobrecht von 1862 – kann die Kirche der werdenden Metropole nicht mit dem Wachstum Schritt halten.
Friedrich Wilhelm IV., seit 1840 preußischer König und oft mit den Attributen „Romantiker auf dem Thron“ und „dilettierender Architekt“ verbunden (er selbst gibt sich die Bezeichnung „Butt“), ist stark religiös geprägt und von dieser aufkommenden Tendenz schwer beunruhigt. Bruno Doehring schreibt hierzu im geschichtlichen Rückblick zur Hundertjahrfeier des Stifts 1954:

„Von dem unüberbietbaren Wert des Christusglaubens für die innere Gesundheit des Volkslebens von Herzen überzeugt, verbrachte er schlaflose Nächte über der Suche nach einer Möglichkeit, seiner Nation diesen Kraftquell aufs neue zu erschließen.“

Und 50 Jahre vorher heißt es in einer Festschrift dazu: „Länger schon hatte der Gedanke in der Seele Friedrich Wilhelms IV. gelebt, etwas für die Vertiefung der jungen Geistlichen, für die Arbeit an den verwahrlosten Gemeinden, für die Lebendigmachung und Verinnerlichung der Kirche in Berlin zu tun.“
Zitiert wird der König (1851 aus dem Turmgemach des Berliner Schlosses durchs Fenster deutend) mit den Worten: „Sehen sie diese große sündenvolle Stadt; in ihr gab es vor kurzem noch eine Parochie von 80.000 Seelen und noch gibt es deren von 50.000.“
Unterstützung bei der Durchsetzung seiner Ziele erfährt der König hauptsächlich durch den Tübinger Stiftsprofessor und Ephorus Generalsuperintendent Wilhelm Hoffmann, den er bei seinen Planungen für den von Friedrich August Stüler realisierten Wiederaufbau der Burg Hohenzollern in Hechingen kennenlernt und daraufhin als Hof- und Domprediger in Berlin verpflichtet. (Die Bezeichnung Ephorus ist der offizielle Titel für den Leiter eines evangelischen Predigerseminars, sie leitet sich ab von Ephor, dem höchsten Beamten im antiken Sparta.)
Grundlage der Planungen für ein erneuertes Predigerseminar ist das 1714 durch den Soldatenkönig Friedrich Wilhelm I. eingerichtete Dom-Alumnat. Es bietet Platz für lediglich vier bis sechs reformierte und später auch unierte Kandidaten, mit einem Stipendium von 500 Talern ausgestattet und bei „ehrbaren Leuten der Domgemeinde“ untergebracht. Ein gemeinsames Leben neben dem Lernen, die „Vita communis“, fehlt so ganz.
Inhaltliche Verbesserungen und veränderte Rahmenbedingungen mahnte auch Friedrich Wilhelm III. in einer Kabinettsorder 1816 an: „Es muß auf die Kandidaten der Theologie, wenn sie die Universität verlassen, mehr Aufmerksamkeit verwandt werden. Ich will, daß zu diesem wichtigen Zweck geistliche Seminarien errichtet werden, in welchen die Kandidaten, nachdem sie die Universität verlassen haben, unter Leitung würdiger Geistlicher zu vorzüglichen Seelsorgern ausgebildet werden sollen.“
Friedrich Wilhelm IV. und Hoffmann sahen im Predigerseminar keine bloße Fortsetzung des Universitätsstudiums im akademischen Sinne und auch keine ausschließliche Hinwendung zu technischen Fragen des Kirchendienstes, sondern versuchten vielmehr „durch Vertiefung in die Heilige Schrift und die daraus sich ergebenden dogmatischen und praktisch-theologischen Fragen eine freimütige Aussprache darüber herbeizuführen, was die Kandidaten bewegte. Und das mit dem Endziel einer eigenen theologischen Überzeugungsbildung unter steter Berücksichtigung des die werdenden Geistlichen erwartenden Amtes.“ (B. Doehring)
Das neue Predigerseminar war zunächst in einem Provisorium untergebracht. Am 7. April 1854 wurde in aller Stille und ohne öffentliche Bekanntmachung die Eröffnung des neu gegründeten Stifts begangen, in angemieteten Räumen eines Hauses des Provinzial-Schulkollegiums in der Friedrichstraße 208. Heute befindet sich an dieser Stelle unweit des ehemaligen Checkpoint Charlie ein Gebäude von Rem Koolhaas/OMA.
Da sich das Gebäude für die Aufgaben als ungünstig gelegen erwies und die Räume feucht waren, wandte sich Hoffmann schon bald mit der Bitte um einen Neubau an anderer Stelle an den König. Dieser stimmte zu und stellte hierfür eine Parzelle des Monbijouparks zur Verfügung.

## Städtebauliches Umfeld und religiöse Prägung an der Oranienburger Straße
Für den Standort Oranienburger Straße 76a in der nordwestlichen Ecke des Monbijouparks sprach zur Gründungszeit die Nähe einiger Einrichtungen: Der (noch Schinkelsche) Dom, wo die Kandidaten sich in Morgen- und Abendgottesdiensten in Liturgie übten, die Domschule am jetzigen Bahnhof Hackescher Markt, in der sie Religionsunterricht erteilen sollten, das Seminar für Stadtschullehrer neben der Synagoge, in dem sie pädagogisch unterwiesen wurden, oder das Domhospital, in dem Andachten zu halten waren (Später kamen auch Morgenandachten bei Königinwitwe Elisabeth im Schloss Charlottenburg hinzu). Heute ließe sich noch die nahegelegene Theologische Fakultät der Humboldt-Universität in der Anna-Luise-Karsch-Straße hinzurechnen.
Wie schon zu Mitte des 19. Jahrhunderts finden sich in diesem Bereich der Spandauer Vorstadt aber nicht nur die genannten Institutionen christlicher Prägung, sondern gleichermaßen auch derer jüdischen Glaubens, die hier mittlerweile wieder das Zentrum religiösen Lebens bilden. Im Mittelpunkt steht dabei die Synagoge, fast zeitgleich mit dem Domkandidatenstift entstanden. Von einem Freund F. A. Stülers, Eduard Knoblauch entworfen, aber wegen dessen Erkrankung von Stüler ausgeführt und im Innenraum gestaltet. Nach erfolgter Teilrekonstruktion befindet sich hier heute das Centrum Judaicum. In der Oranienburger Straße 25/26, direkt gegenüber dem zur Disposition stehenden Grundstück ist der Jüdische Kulturverein und das Anne-Frank-Zentrum zu finden.
Unweit hiervon in der Sophienstraße, durch den dort gewesenen Sammelplatz zur Deportation besonders mit dem Schicksal der jüdischen Bevölkerung verbunden, befindet sich außerdem eine jüdische Schule. Nach Angaben des Pastors der benachbarten Ev. Sophiengemeinde ist das alltägliche Leben allerdings eher ein Neben- als ein Miteinander, der kulturelle Austausch findet allenfalls auf kulinarischer Ebene in den jüdischen Restaurants statt. Einen möglichen Ort zum Aufbau und zur Pflege solcher Beziehungen könnte das Predigerseminar mit einem offenen Begegnungszentrum bieten, beispielsweise als Sitz der Arbeitsgemeinschaft „Judentum und Christentum“.
Baulich war die Umgebung des Domkandidatenstifts während der knapp 90 Jahre seines Bestehens einigen Veränderungen unterworfen. Zunächst als Abschluss der durchgehenden Bebauung entlang der Südseite der Oranienburger Straße konzipiert, mit einer zum Park hin frei stehenden Kapelle, entstanden später östlich unmittelbar angrenzend weitere Wohnbauten. Westlich wurde mit dem Bau des heutigen Bode-Museums die Monbijoustraße angelegt, womit aus ursprünglichen Brandwänden des Gebäudes nachträglich Giebelfassaden wurden. Erhaltene Umbaupläne von 1908–1910 lassen dieses nachvollziehen. Südlich angrenzend entstanden auf Parkgelände außerdem 1885 die Anglikanische Kirche St. Georg unter Julius Carl Raschdorff (wenig später Architekt des neuen Doms und beim Innenausbau des TU-Hauptgebäudes) und 1911 an der Monbijoustraße das Wohnhaus für Königliche Hofbeamte.
Vergleichsweise gewaltig und den Rahmen sprengend war das von 1900 bis 1913 errichtete ehemalige Haupttelegrafenamt. Allenfalls die Bedeutung, die es als Zentrale des dichten Rohrpostnetzes der Reichshauptstadt innehatte, rechtfertigte das Volumen.
Als Teil des „Forum Museumsinsel“, zuvor bereits als „Motz-Block“ bezeichnet (nach den umgrenzenden Straßen Monbijou-, Oranienburger-, Tucholsky- und Ziegelstraße), wurde das Haus nach langjährigen Sanierungsarbeiten Ende 2022 als Hotel Telegraphenamt wiedereröffnet.

## Bau des Stiftsgebäudes

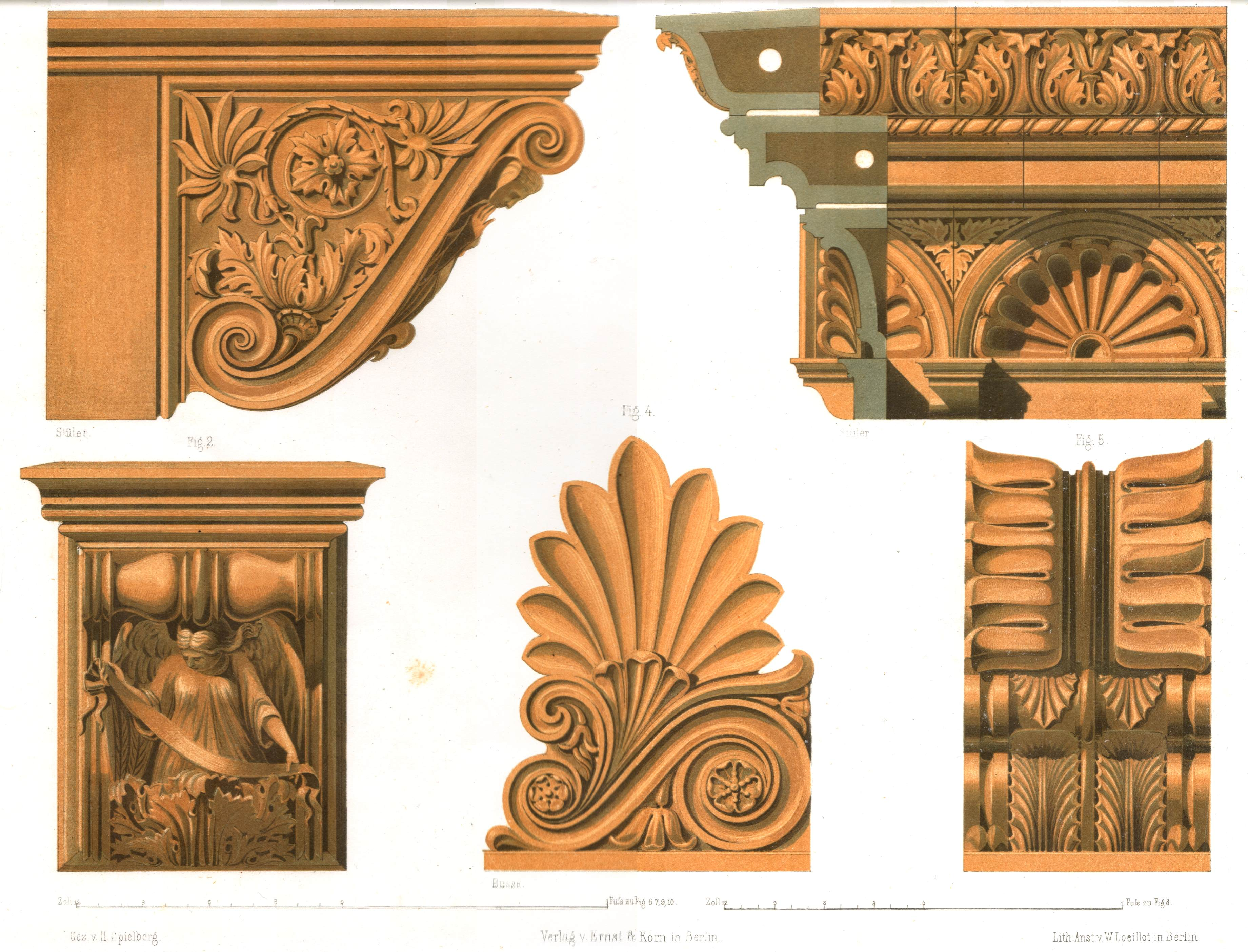
Terrakotten aus der Manufaktur von Ernst March für das Domkandidatenstift (obere Reihe und untere Reihe links). Illustration aus dem Architektonischen Album

Nachdem Friedrich Wilhelm IV. dem Stift die „Superficies“ über das Grundstück übertragen hatte, welches selbst im Eigentum des „Kron-Fidei-Kommisses“ verblieb (und in der Erbfolge heute in Landesbesitz ist), konnte 1858 mit dem Bau begonnen werden. Grundlage waren die Planungen Stülers, im Landesarchiv dokumentiert.
Das Bauensemble besteht aus dem eigentlichen Seminargebäude, H-förmig unterteilt in zwei Riegel entlang der Oranienburger Straße und südlich davon, verbunden durch einen mittleren Teil mit Bet- und Speisesaal zwischen einem knapp 20 Meter messenden quadratischen Atrium sowie einem Hof mit späterem Zugang von der Monbijoustraße. Das Stiftsgebäude wird am 16. Oktober 1859 geweiht. Als vierte Atriumwand nach Osten abschließend plante Stüler eine ebenfalls quadratische Kapelle, die bei einer Grundfläche von 380 m2 mit drei Emporen etwa 725 Personen aufnehmen kann. Hierzu wird es wohl eher selten gekommen sein. Die hohen Baukosten dieses großen Kirchenraums – in „Berlin und seine Bauten“ 1877 mit exakt 142.278 Mark angegeben – führten so auch dazu, dass zunächst nur die Fundamente gelegt werden können (auf denen die Kandidaten in ihren Pausen spazieren gingen) und sich die Ausführung des Baus erst nach dem Tod von Stiftsgründer und erstem Ephorus 1871–1874 unter Leitung von Stüve realisieren ließ. Erst zu diesem Zeitpunkt wurde als drittes Element des Entwurfs der 35 Meter hohe Glockenturm fertiggestellt.
In seiner Gesamtkonzeption und bei Ausformung von Basilika und Campanile ging Stüler auf die Vorstellungen Friedrich Wilhelms IV. ein, der durch Beschäftigung mit der Architektur Italiens, geprägt von seiner ersten Italienreise 1828 und angeregt vom 1822–1828 von Cotta in München herausgegebenen Stichwerk „Denkmale der christlichen Religion, aufgenommen von den Architecten Johann Gottfried Gutensohn und Johann Michael Knapp“, Formen der Antike und Renaissance im „Preußischen Arkadien“ umzusetzen suchte.
Auch in der Rückbesinnung auf frühchristliche Motive, die „Urkirche“ und ihre Liturgie sah der König einen Ausweg aus (kirchen-)politischen Problemen. Wie der Campanile von Santa Maria in Cosmedin für die Friedenskirche in Potsdam als direktes Vorbild diente, fanden sich auch andere Beispiele dieser Art. Stüler übernahm bei der Ausführung der Friedenskirche nach dem Tod von Ludwig Persius die Oberbauleitung. Auch durch seine gemeinsame Reise mit Friedrich Wilhelm IV. nach Italien im Winter 1858/1859 (ebenso wie mit Eduard Knoblauch bereits 1829/1830) war Stüler selbst geprägt von den Bauten des italienischen Mittelalters und Quattrocento. Ideen für gusseiserne Säulen (in der Kapelle des Domkandidatenstifts eingesetzt) oder die im Neuen Museum angewandten Techniken dürften dabei eher auf seine vom König initiierte Studienreise 1842 nach England zurückgehen. Die klassische Form der altchristlichen Basilika mit erhöhtem Mittelschiff und niedrigeren Seitenschiffen, der halbrunden Apsis im Osten und einem am Narthex im Westen vorgelagerten Atrium war damit beim Domkandidatenstift im Wesentlichen umgesetzt.
Vorbilder mehr oder weniger frei variierend, findet sich die Form des abgesetzten Glockenturms bei Stüler auch an anderen Kirchenbauten in Berlin, so zum Beispiel bei der Jacobikirche in der Oranienstraße, 1844–1845 erbaut. Mit Pfarr- und Schulhaus am Atrium entlang der Straße gelegen, gibt der Ziegelbau auch einen vagen Eindruck vom Erscheinungsbild des Domkandidatenstifts. Nur äußerlich wiederhergestellt, vermittelt der in den 1950er Jahren durch Paul und Jürgen Emmerich neugestaltete Innenraum nicht mehr den „frühchristlichen Geist“, der der Gestaltung nach Vorbild von S. Quattro Coronati in Rom ursprünglich zugrunde lag.

## Weitere Geschichte des Domkandidatenstifts
Die 1904 zur neuerbauten Monbijoubrücke durchgeführte Monbijoustraße trennte den westlichen Teil des Grundstücks ab. Die beiden Trakte erhielten an den nun neu der Straße zugewandten Westfassaden Giebel und der Hof wurde mit einer Mauer und einer Pforte gegen die Straße geschlossen.
Im Zweiten Weltkrieg brannte das Gebäude aus. Die in der Substanz noch gut erhaltene und wiederherstellungsfähige Ruine wurde 1972 abgetragen.

## Amtsträger

### Ephoren des Stiftes
- 1854–1873: Wilhelm Hoffmann
- 1873–1896: Rudolf Kögel
- 1898–1922: Ernst Dryander
- 1924–1925: Ernst Vits
- 1925–1927: Paul Conrad
- 1927–1933: Georg Burghart
- 1937–?:       Johannes Hymmen

### Studiendirektoren
- 1929–1937: Wilhelm Schütz (1895–1970)
- 1937–1945: Ferdinand Cohrs (1893–1966)